# 張博為
張博為（英語：Chang "BeBe" Bo-Wei，1991年6月27日—，遊戲代號：Bebe、Bebeisadog）是台灣一名《英雄聯盟》電子競技職業選手，因為招牌傻笑得稱「傻笑Bebe」美譽，曾獲得英雄聯盟2012賽季世界大賽冠軍，目前隸屬於杰藝文創公司旗下的台北J戰隊。
「Bebeisadog」這個名稱是因為他當時的女友所飼養的狗叫Bebe，英雄聯盟Season 2時曾高居美服第2名，隨隊伍需要而更換位置，在台北暗殺星時期曾打過上路。大賽經驗豐富，與中路選手FoFo為團隊的輸出核心，個人擅長操作型英雄，如薇恩、伊澤瑞爾、寇格魔、崔絲塔娜，也可以配合團隊選擇功能型英雄，如燼、凱特琳、艾希。
Bebe曾在2014年世界大賽結束後為了先完成學業選擇退役
，但在2015年加入了以四位退役選手所創立的新星戰隊Assassin Sniper而回歸職業選手。
Bebe在2017年全明星賽結束後第二度正式退役，他是截至2017年前台北暗殺星早年七位成員中唯一的職業選手。Bebe也是在2018年1月21日以前最高獎金台灣電競選手，在2018年1月22日後陳威霖得到爐石世界冠軍後獎金才超越Bebe，Bebe在獎金榜降至台灣第二，獎金數約為285,135美金。
2018年4月15日，向交往5年的女友求婚成功。

## 大事記
- 2012年4月20日：Bebe加入台北暗殺星
- 2014年11月6日：BeBe宣布退役，卸下TPA的隊長與AD職位
- 2015年4月：與前TPA及TPS選手創立Assassin Sniper，擔任隊長與AD職位
- 2015年11月27日：Bebe宣布回歸台北暗殺星
- 2017年11月12日：Bebe離開現役名單正式宣布退役[6]

## 團隊榮譽
- Go4LoL Pro Asia Season 1 冠軍
- 2012年 NVIDIA Game Festival 亞軍
- Season 2英雄聯盟世界大賽 冠軍（台北暗殺星）

## 個人榮譽
- 2015年 LMS職業聯賽夏季賽最佳五人
- 2015年 Riot洛杉磯全明星賽 Team Fire（火隊）代表LMS賽區選手
- 2016年 LMS職業聯賽春季賽最佳五人
- 2016年 LMS職業聯賽夏季賽最佳五人
- 2016年 Riot巴塞隆納全明星賽 Team Ice（冰隊）代表LMS賽區選手
- 2017年 Riot洛杉磯全明星賽代表LMS賽區選手
- 2018年 第十屆IESF世界電競錦標賽 中華台北電競代表隊隊長、英雄聯盟項目選手[7]

## 註解
1. ↑  這七位選手分別為Stanley、Lilballz、Toyz、Bebe、MiSTakE以及後補成員NeXAbc、Colalin。